# Tobias Strobl
Tobias Strobl (München, 12 mei 1990) is een Duits voetballer die als defensieve middenvelder speelt. Hij verruilde 1899 Hoffenheim in juli 2016 transfervrij voor Borussia Mönchengladbach.

## Clubcarrière
Strobl verruilde op elfjarige leeftijd SV Aubing voor 1899 Hoffenheim. Hij debuteerde in de Bundesliga op 11 februari 2012 in de uitwedstrijd tegen Werder Bremen. Hij kwam na 83 minuten in het veld voor Sebastian Rudy. Tijdens het seizoen 2012/13 werd hij uitgeleend aan FC Köln. Hij speelde 21 wedstrijden in de 2. Bundesliga voor FC Köln. In 2013 keerde hij terug bij Hoffenheim.

## Statistieken
| Seizoen         | Club                   | Competitie      | Competitie | Competitie | Beker | Beker | Europa | Europa | Totaal | Totaal |
| Seizoen         | Club                   | Competitie      | Wed.       | Dlp.       | Wed.  | Dlp.  | Wed.   | Dlp.   | Wed.   | Dlp.   |
| --------------- | ---------------------- | --------------- | ---------- | ---------- | ----- | ----- | ------ | ------ | ------ | ------ |
| 2008-2009       | 1860 München II        | Regionalliga    | 2          | 0          | 0     | 0     | 0      | 0      | 2      | 0      |
| 2009-2010       | 1860 München II        | Regionalliga    | 28         | 1          | 0     | 0     | 0      | 0      | 28     | 1      |
| 2010-2011       | 1860 München II        | Regionalliga    | 29         | 0          | 0     | 0     | 0      | 0      | 29     | 0      |
| 2011-2012       | TSG 1899 Hoffenheim II | Regionalliga    | 26         | 5          | 0     | 0     | 0      | 0      | 26     | 5      |
| 2011-2012       | TSG 1899 Hoffenheim    | Bundesliga      | 1          | 0          | 1     | 0     | 0      | 0      | 2      | 0      |
| 2012-2013       | → FC Köln              | 2. Bundesliga   | 21         | 1          | 3     | 0     | 0      | 0      | 24     | 1      |
| 2013-2014       | TSG 1899 Hoffenheim    | Bundesliga      | 29         | 1          | 4     | 0     | 0      | 0      | 33     | 1      |
| 2014-2015       | TSG 1899 Hoffenheim    | Bundesliga      | 30         | 0          | 4     | 0     | 0      | 0      | 34     | 0      |
| Carrière totaal | Carrière totaal        | Carrière totaal | 166        | 8          | 12    | 0     | 0      | 0      | 178    | 8      |

1 Omlin  ·
2 Chiarodia ·
3 Itakura ·
5 Friedrich ·
7 Stöger ·
8 Weigl ·
9 Honorat ·
10 Neuhaus ·
11 Kleindienst ·
13 Fukuda ·
14 Pléa ·
16 Sander ·
19 Ngoumou ·
20 Netz ·
21 Sippel ·
22 Lainer ·
25 Hack ·
26 Ullrich ·
27 Reitz ·
28 Ranos ·
29 Scally ·
30 Elvedi ·
31 Čvančara ·
33 Nicolas ·
38 Borges Sanches ·
41 Olschowsky ·
Coach: Seoane
· Assistent-coach: Neuville